# Piercing în buric

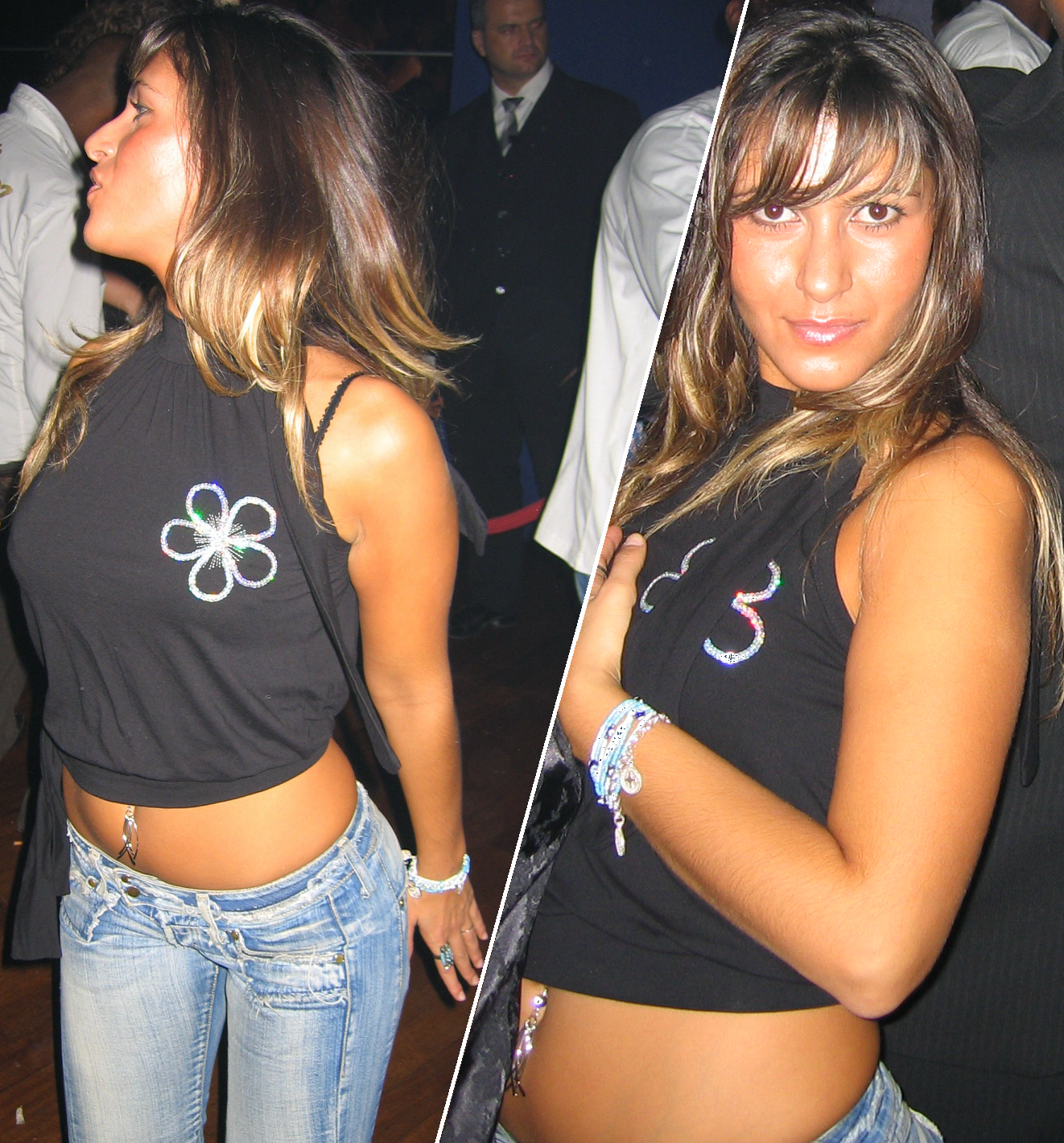
Tânără femeie purtând piercing în buric.

Piercing-ul în buric (cunoscut și sub numele de cercel în buric) este una dintre cele mai populare forme de piercing, ce constă în găurirea zonei din imediata vecinătate a buricului și introducerea unui cercel sau a unei bijuterii. Piercing-ul ombilical a devenit foarte popular în rândul femeilor începând cu anii '90. Având parte deopotrivă de păreri pozitive și negative, prezența cercelului în buric reprezintă atât un mijloc de înfrumusețare a corpului, cât și un simbol de emancipare și de putere al femeii. Motivele pentru care acestea apelează la un astfel de accesoriu pot fi de ordin estetic, spiritual sau sexual.

## Istoric
Încă din cele mai vechi timpuri, oamenii au simțit nevoia să-și decoreze și să-și schimbe înfățișarea corpului în cele mai diferite feluri. Piercing-ul este una dintre cele mai vechi și mai interesante forme de modificare a aspectului corpului. Se estimează că această tehnică este veche de aproape 5.000 de ani. De obicei, piercing-ul era o formă de a reprezenta diferite calități, precum bogăția, curajul și puterea. Cu timpul, această tehnică a fost adoptată și adaptată în diferite culturi din întreaga lume.
Istoria piercing-ului în buric nu este una foarte clară. Faraonii egipteni își făceau piercing în buric ca ritual inițiatic, reprezentând un simbol al tranziției vieții de pe Pământ către eternitate. Istoria piercing-ului ombilical a fost de multe ori greșit interpretată, mai ales din cauza miturilor promulgate de Doug Malloy în pamfletul „Body & Genital Piercing in Brief”. De exemplu, conform lui Jim Ward, colegul lui Malloy, acesta din urmă susținea că în Egiptul Antic faraonii și familiile regale erau singurele persoane cărora li se permitea să poarte bijuterii în buric, deoarece acestea reprezentau poziția lor supremă pe care o ocupau în societate. Toți oamenii simpli care încălcau această regulă erau omorâți, cu excepția cazului când buricul lor era considerat perfect, fapt pentru care aveau șansa de a-și îmbunătăți statutul social. Cu toate că această interpretare istorică s-a răspândit și a devenit destul de populară, unele surse susțin că nu există dovezi concrete care să ateste practicarea acestei forme de piercing.
Apariția bikinilor în anul 1953 a revoluționat viața femeilor, odată cu eliberarea de hainele lor, și a provocat o agitație destul de mare, deoarece buricul era considerat provocator, din cauza asemănării acestuia cu organele genitale feminine. Mai târziu, în anii '80, Madonna recurgea la apariții publice în care avea zona buricului expusă. Buricul era și este în continuare recunoscut ca o zonă erogenă a femeii, iar posibilitatea de a-și manifesta sexualitatea în văzul tuturor a dat femeilor mai multă putere și încredere de sine.

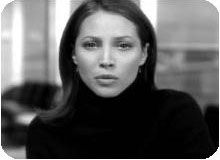
Christy Turlington

Procesul de emancipare a femeilor a continuat și în anii '90, când cercelul în buric a devenit o modă ce s-a răspândit cu rapiditate. Prima apariție publică a unei femei ce purta piercing în buric este atribuită fotomodelului american Christy Turlington. Aceasta a urcat pe podium, în cadrul unui festival de modă din Londra din anul 1993, expunându-și buricul în care avea un cercel. Reacțiile nu au întârziat să apară, iar în ziua următoare Naomi Campbell a apărut și ea cu un astfel de accesoriu. Ulterior, cele două fotomodele au participat împreună la o emisiune a lui Isaac Mizrahi, unde și-au etalat piercing-urile. Apoi, alte vedete au adoptat acest tip de accesoriu feminin, printre primele fiind Madonna, Cher și Janet Jackson.
De asemenea, popularizarea piercing-ului în buric este atribuită și videoclipului formației rock Aerosmith, la piesa „Cryin'”. Videoclipul, difuzat intens de MTV și de alte posturi muzicale, prezintă povestea unei adolescente, interpretată de Alicia Silverstone, care îl surprinde pe partenerul ei în timp ce acesta o înșeală, pentru ca mai apoi să o respingă. Prin urmare, adolescenta începe o perioadă de nonconformism și de manifestare a propriei personalități feminine, marcată simbolic de piercing-ul pe care și-l face în buric, la un salon specializat. Tânăra începe să devină stăpână pe propria viață, iar în momentul în care poșeta îi este furată într-o cafenea, îl urmărește pe hoț și îl doboară dintr-o singură lovitură.
În anii următori, din ce în ce mai multe femei au început să poarte cercel în buric. Piercing-ul ombilical este al doilea cel mai răspândit piercing întâlnit la femei, după piercing-ul în lobii urechii. Este una dintre puținele forme de piercing adoptate atât în rândul adolescentelor, cât și al femeilor adulte. Unul dintre motivele principale pentru care a devenit atât de popular și a intrat în cultura de masă este acela că cercelul poate fi ascuns cu ușurință sub îmbrăcăminte atunci când femeia nu dorește să îl expună, în anumite circumstanțe și din diferite motive.
În România apariția acestei mode s-a produs la sfârșitul anilor '90 și începutul anilor 2000. Între primele femei care au avut apariții publice în care și-au arătat cercelul din buric se numără Rocsana Marcu și Adina Halas. Ulterior, câteva cântărețe de muzică pop și dance, precum Delia Matache, Lili Sandu, Andreea Antonescu sau Andreea Bălan, au apărut în videoclipurile pieselor lor purtând piercing-uri în buric.

## Caracteristici și interpretări

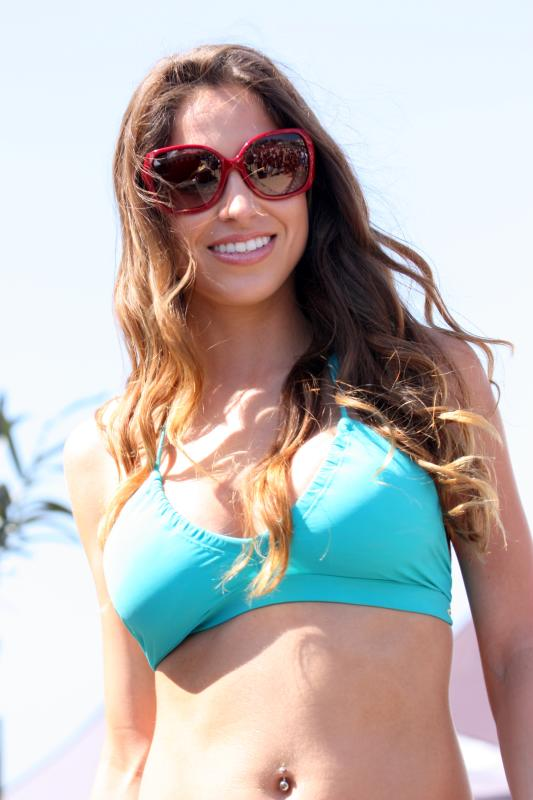
Femeie purtând piercing în buric.

În general, piercing-ul ombilical nu presupune găurirea buricului propriu-zis, ci a buzei inferioare sau superioare buricului, unde este introdusă bijuteria. În marea majoritate a cazurilor, gaura este efectuată în buza superioară. De-a lungul timpului au apărut diferite modele de piercing în buric, cele mai populare fiind „barbells” și „rings”. Modelele sunt confecționate din aur, argint, titan, niobiu sau oțel chirurgical. Vindecarea rănii durează până la șase luni, în majoritatea situațiilor. Pe perioada vindecării este necesară o igienă adecvată pentru a evita riscul unei infecții.
Femeile care aleg să își împodobească corpul cu un astfel de accesoriu au, de regulă, o motivație interioară. Motivele pentru care femeile poartă cercel în buric sunt variate, putând fi de ordin estetic, sexual, simbolic, spiritual:
- mod de înfrumusețare a aspectului fizic, de a pune în evidență abdomenul;
- mod de sporire a sexualității;
- simbol al femeii moderne;
- simbol al feminității;
- mod de sporire a încrederii de sine;
- mod de exprimare a personalității feminine;
- mod de exprimare a puterii și/sau invincibilității într-un anumit context;
- simbol al rebeliunii, al nonconformismului (în special în cazul adolescentelor);
- mod de delimitare în cadrul unui grup sau în cadrul societății;
- mod de exprimare a curajului;
- mod de exprimare a dorinței de dominare;
- simbol al independenței față de bărbat;
- simbol al emancipării femeii în societate;
- simbol al unei întâmplări marcante în viață, etc.

## Criticism
Pe măsură ce popularitatea piercing-ului în buric a crescut, acesta a început să fie adoptat inclusiv de multe femei din zona industriei pornografice și de dansatoare de club. Din această cauză, prezența cercelului în buric la femeie este uneori supusă criticilor. Astfel, piercing-ul ombilical este considerat de unele persoane ca reprezentând un semn de imoralitate sau de superficialitate, ori este asociat femeilor de moravuri ușoare.

## Femei celebre cu piercing în buric
După ce Christy Turlington a apărut în public expunându-și cercelul din buric, alte femei cunoscute au ales să adopte acest tip de piercing. Astăzi există un număr mare de femei celebre care poartă cercel în buric, între care multe fotomodele, cântărețe, actrițe, prezentatoare de televiziune, dar și femei de afaceri sau sportive. În cele ce urmează, este prezentată o listă cu femei celebre care au piercing în buric sau care au avut la un moment dat un astfel de accesoriu.

### Din străinătate
- Aubrey Addams
- Jessica Alba
- Alessandra Ambrosio
- Gillian Anderson
- Eva Angelina
- Fiona Apple
- Gemma Atkinson
- Lidija Bačić
- Catherine Bell
- Hailey Bieber
- Sarah Blake
- Emily Browning
- Keisha Buchanan
- Gisele Bundchen
- Naomi Campbell
- Sonal Chauhan
- Cher
- Priyanka Chopra
- Sherlyn Chopra
- Kelly Clarkson
- Miley Cyrus
- Sophie Dee
- Lara Dutta
- Fer Fadilah
- Sam Faiers
- Melyssa Ford
- Megan Fox
- Amanda Françozo
- Maki Goto
- Geri Halliwell
- Melissa Joan Hart
- Teri Hatcher
- Keri Hilson
- Paris Hilton
- Vanessa Hudgens
- Janet Jackson
- Jana Jordan
- Kim Kardashian
- Kourtney Kardashian
- Katja Kassin
- Kinzie Kenner
- Gail Kim
- Keira Knightley
- Beyoncé Knowles
- Avril Lavigne
- Adriana Lima
- Dua Lipa
- Lindsay Lohan
- Demi Lovato
- Angelina Love
- Madonna
- Daisy Marie
- Heidi Mayne
- Rose McGowan
- Leighton Meester
- Maria Menounos
- Aly Michalka
- Alyssa Milano
- Christina Milian
- Koena Mitra
- Taylor Momsen
- Carla Monaco
- Sophie Monk
- Heidi Montag
- Marshevet Myers
- Antoinette Nana Djimou
- Normani
- Hayden Panettiere
- Elena Paparizou
- Audrina Partridge
- Sally Pearson
- Stephanie Pratt
- Bar Refaeli
- Amy Ried
- Kate Ryan
- Frankie Sandford
- Cristina Scabbia
- Annette Schwarz
- Alicia Silverstone
- Yelena Soboleva
- Britney Spears
- Gwen Stefani
- Joss Stone
- Ayesha Takia
- Alexis Texas
- Eve Torres
- Christy Turlington
- Daisy Turner
- Holly Valance
- Laura Vandervoort
- Cassie Ventura
- Serena Williams

### Din România
- Giulia Anghelescu
- Andreea Antonescu
- Andreea Bălan
- Ancuța Bobocel
- Isabela (Issa) Casian
- Cristina Cepraga
- Roxana Ciuhulescu
- Daniela Crudu
- Elena Gheorghe
- Adina Halas
- Roxana Ionescu
- Julia Jianu
- Ramona Maier
- Rocsana Marcu
- Delia Matache
- Deea Maxer
- Cosmina Păsărin
- Adelina Pestrițu
- Roxana Postelnicu
- Mihaela Rădulescu
- Lili Sandu
- Raluca Tănase
- Oana Zăvoranu